# Бонтеке, Виллем
Виллем Бонтеке (2 июня 1587, Хорн — 1657) — шкипер Голландской Ост-Индской компании и мемуарист. Виллем Бонтеке в качестве капитана проделал только один рейс, растянувшийся на несколько лет (1618—1625), однако описание приключений, случившихся при этом, впервые изданное в 1646 году, сделало его знаменитым в Нидерландах.

## Биография
Бонтеке родился в портовом городе Хорн, переживавшем в то время свой расцвет, в семье капитана собственного судна. В двадцать лет он сам стал капитаном на судне отца. В 1617 году корабль Бонтеке был захвачен берберскими пиратами-работорговцами. Бонтеке выкупили на свободу, но корабль вернуть не удалось.
Лишившись собственного корабля, Бонтеке поступил на службу шкипером в Голландскую Ост-Индскую компанию, и в 1618 году отправился в рейс к Яве. В ходе плавания корабль Бонтеке потерпел кораблекрушение, после чего он с остатками команды продолжил плавание на спасательной шлюпке, и, чудом избежав гибели от рук туземцев на Суматре, чудом добрался до Батавии (ныне Джакарта), фактории голландской Ост-Индской компании на Яве.
Получив в Батавии под командование новый корабль, Бонтеке вернулся с ним в Хорн в 1625 году. В возрасте 38 лет, 1 марта 1626 года Бонтеке женился, и более Голландию не покидал.

## Мемуары и их влияние

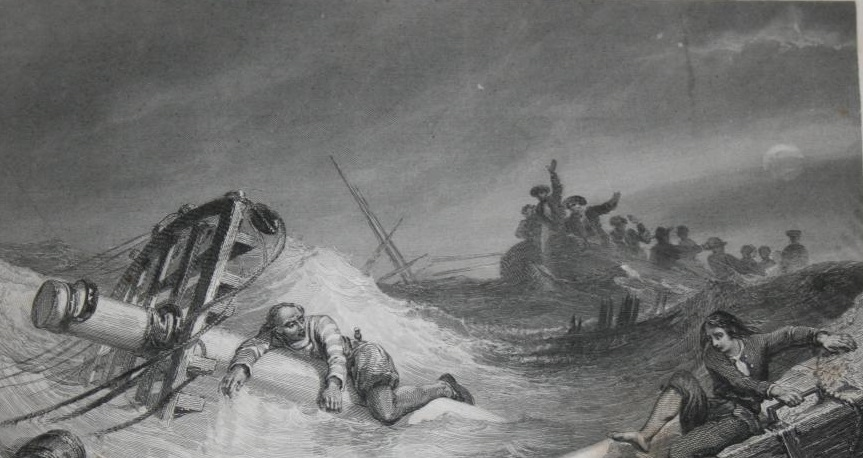
Спасение капитана Бонтеке с тонущего корабля

Бонтеке являлся автором мемуаров, в которых описал своё плавание, кораблекрушение и путь в Батавию. Книга получила, по моде того времени, очень длинное название Journael ofte gedenckwaerdige beschrijvinge van de Oost-Indische reyse van Willem Ysbrantsz. Bontekoe van Hoorn, begrijpende veel wonderlijcke en gevaerlijcke saecken hem daer in wedervaren, но обычно называется просто Журнал Бонтеке. Эти мемуары он отдал литератору Яну Дёйтелю, который подверг их литературной обработке. В результате, иллюстрированная гравюрами книга стала бестселлером — с 1646 по 1800 год мемуары Бонтеке выдержали 60 изданий, были переведены на несколько языков. Формат книги, сочетавший приключения с религиозными мотивами, считался в тот период актуальным.
После 1800 года популярность книги начала падать в связи с изменением читательских предпочтений. Однако в 1924 году молодой голландский писатель Йохан Фабрициус опубликовал книгу «Юнги Бонтеке». Фактически, он полностью переписал книгу шкипера для молодёжной аудитории, поставив в центр повествования троих подростков-юнг, сопровождавших капитана в его плавании. Это привело к новому всплеску популярности Бонтеке в Нидерландах, который продолжается и поныне.
В 2007 году книга Фабрициуса была экранизирована (De scheepsjongens van Bontekoe  (нид.)). В русском прокате фильм вышел под названием Властелины Шторма. А в сегодняшнем Хорне установлена статуя троих юнг — Хайо, Рольфа и Пэдди. Имеется в городе и бюст капитана Бонтеке, сохраняется дом, в котором он проживал.  Именем Бонтеке также назывался нидерландский пароход, курсировавший в 1920-е годы.

## Галерея

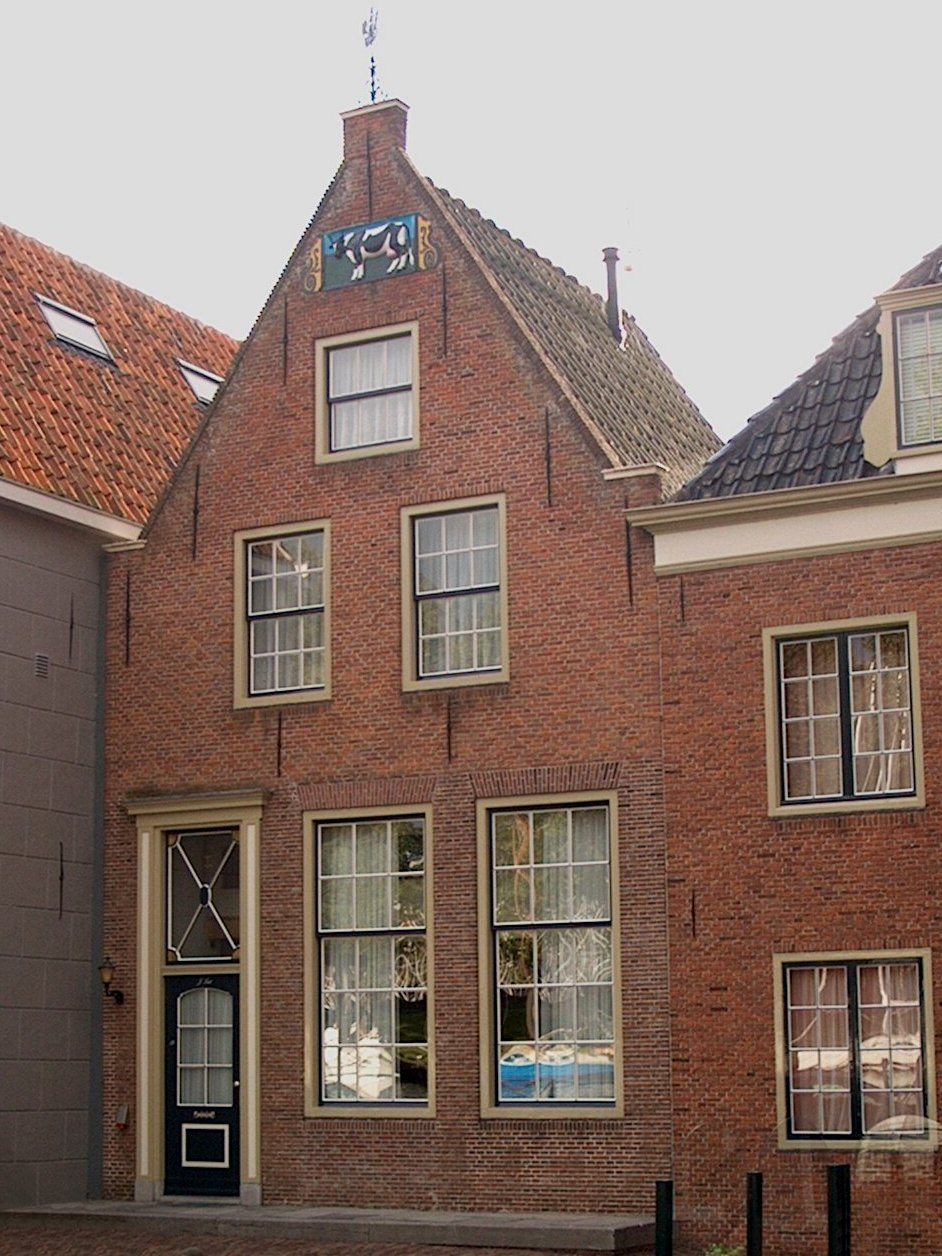
Дом, в котором родился капитан Бонтеке, город Хорн.
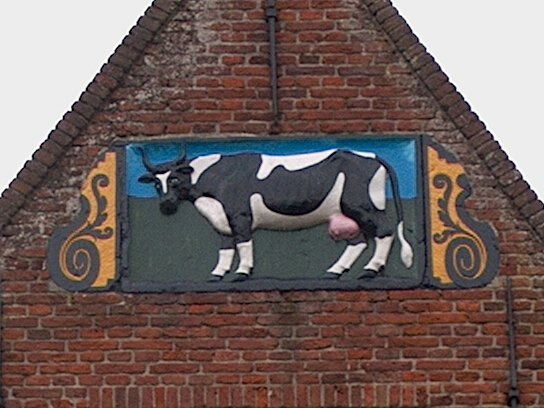
Фрагмент фасада.
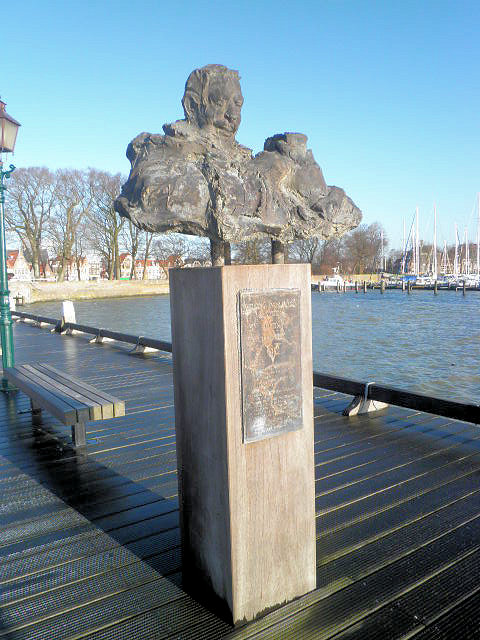
Бюст Бонтеке в Хорне.
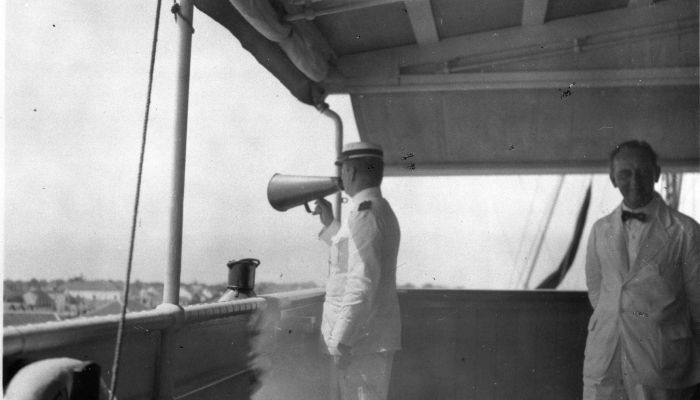
На палубе парохода «Бонтеке».

## Современные переиздания журнала Бонтеке
- Bontekoe, Willem Ysbrandz. Die vier und zwantzigste Schiffahrt, 1648. Frankfurt/Main ed., facsimile ed., 1993, introd. by Augustus J. Veenendaal, Jr., Scholars' Facsimiles & Reprints, ISBN 978-0-8201-1485-9 (на немецком языке).
- Bontekoe, Willem Ysbrandz. Iovrnael ofte gedenkwaerdige beschrij vinghe; De wonderlijke avonturen van een schipper in de Oost 1618—1625. Ed. V.D. Roeper. Amsterdam: Terra Incognita, 1996. ISBN 9073853087 (на голландском языке).